# Saddle Creek Records
Saddle Creek Records is een Amerikaans platenlabel van Conor en Justin Oberst, dat werd opgericht in Omaha (Nebraska) onder de naam Lumberjack Records. Het label contracteerde in het begin vooral countryrockbands, maar lijft ook door elektronische muziek beïnvloede groepen in, zoals The Faint en Broken Spindles. De platen van Saddle Creek Records worden in de Verenigde Staten gedistribueerd door Alternative Distribution Alliance, een dochteronderneming van Warner Music Group.
Het label werd opgericht door Conor Oberst en zijn broer Justin Oberst in 1993 onder de naam Lumberjack Records. Het bedrijf is tegenwoordig zowel vernoemd naar Saddle Creek Road, een straat in het centrum van Omaha, als naar een voormalig muzikaal collectief dat bekendstond als de "Creekers". Deze verzameling muzikanten bestond onder anderen uit Conor Oberst (destijds solo-artiest, later lid van de bands Bright Eyes, Conor Oberst and the Mystic Valley Band en Monsters of Folk) en Tim Kasher (destijds gitarist van Slowdown Virginia, nu lid van Cursive en The Good Life). De naam Saddle Creek verscheen voor het eerst op een pamflet met de tekst "Spend an evening with Saddle Creek". In 2005 verscheen een documentaire over de geschiedenis van het label, Spend An Evening with Saddle Creek genaamd.

## Gecontracteerde bands

### Huidige bands
Bands die momenteel een contract bij Saddle Creek Records hebben, zijn:
- Art in Manila
- Beep Beep
- Bright Eyes
- Criteria
- Cursive
- Dag för Dag
- Eric Bachmann
- The Good Life
- Ladyfinger
- Land of Talk
- Maria Taylor
- Mayday
- Miles Benjamin Anthony Robinson
- Neva Dinova
- Now It's Overhead
- O+S
- Old Canes
- Orenda Fink
- The Rural Alberta Advantage
- Sebastien Grainger
- Son, Ambulance
- Sorry About Dresden
- Tokyo Police Club
- Two Gallants
- UUVVWWZ

### Voormalige bands
Bands die in het verleden door Saddle Creek Records gecontracteerd waren, zijn:
- Azure Ray
- Broken Spindles
- Commander Venus
- Desaparecidos
- The Faint
- Gabardine
- Georgie James
- Lullaby for the Working Class
- Park Ave.
- Polecat
- Rilo Kiley
- Slowdown Virginia
- Smashmouth
- Two Gallants
- We'd Rather Be Flying